# Three Little Pirates
Three Little Pirates (br.: Que pirataria!) é um filme curta metragem estadunidense de 1946, dirigido por Edward Bernds. É o 96º filme de um total de 190 da série com os Três Patetas produzida pela Columbia Pictures entre 1934 e 1959.

## Enredo
Em 1672, os Três Patetas são marinheiros (em uniformes atuais) náufragos do navio novaiorquino Monte de Lixo (garbage scow) que vão parar na Ilha do Morto. Eles são levados ao governador (Vernon Dent) que pensa em contratá-los como grumetes mas desiste quando Curly flerta com a noiva dele, Rita (Christine McIntyre). O governador os condena à morte.
Para sorte dos Patetas, Rita não quer casar com o governador e lhes pede ajuda para escapar, levando para eles muitas ferramentas inclusive uma furadeira elétrica. Ela mostra a parede que os Patetas deverão derrubar para sair da cadeia mas com suas trapalhadas eles atravessam a errada e voltam para a cela.
Rita sugere a eles que se disfarçem de visitantes de uma terra estrangeira que trazem presentes para o governador. Curly se diz o Marajá de Canarsie, Brooklyn e que domina as Ilhas Coney (Coney Island) e Long (Long Island). Moe se denomina Gin de Rummy (do jogo de cartas Gin rummy) e Larry é seu acompanhante. Moe se faz de intérprete de Curly e os dois iniciam conversações em uma pseudo-língua estrangeira sobre os presentes cobrados. O governador acha que um pirulito de Curly é um grande rubi e Moe entrega o doce para ele dizendo que é um "Rubi de Lollipopskia". Depois ele e Curly pegam uma caneta-tinteiro que o governador toma como uma presa de um leão marinho. Finalmente pergunta ao Marajá se existem mulheres bonitas em seu reino e os Patetas dizem que vão buscá-las para ele e esperam fugir. Quando o trio sai a secretária do governador (Dorothy DeHaven) conta sobre os disfarces. Ao saber que os Patetas foram se encontrar com o pirata Black Louie, ele manda um recado para que o bandido os mate.
Os Patetas veem Black Louie (Robert Kellard) no bar atirando facas num alvo na parede. Quando ele percebe que Curly carrega um sacola de ouro (que Rita lhe dera), o desafia para uma aposta de arremesso de facas. E usa Larry como alvo. Curly está com óculos que o deixam quase cego e começa a arremessar facas a esmo, acertando vários piratas. Louie e seus homens tentam matar os Patetas mas depois de uma grande briga são derrubados pelo trio com a ajuda de Rita. Moe se declara o dono do lugar e não quer mais fugir mas recebe uma pancada acidental na cabeça e os companheiros o carregam embora.

## A última grande atuação de Curly
Three Little Pirates foi filmado após Curly Howard ter sofrido uma série de pequenos derrames. Suas atuações ficaram prejudicadas devido as dificuldades na fala e reações lentas e muitas das cenas originariamente escritas para ele (Three Loan Wolves, G.I. Wanna Home) tinham sido mudadas para Moe Howard e Larry Fine.
Em Three Little Pirates, contudo, Curly parecia em forma. Embora não estivesse 100%, sua performance cômica do impagável "Marajá" tornou-se memorável. Ele mostra uma vez mais sua aptidão para a comédia física, como por exemplo, quando tenta sentar e cai de uma cadeira. O diretor Edward Bernds afirmou:
| “ | Eu fiquei agradecido por Curly estar em um de seus períodos de "alta", porque era estranho como ele oscilava em suas atuações. Ele esteve mal em A Bird in the Head e The Three Troubledoers mas fora ótimo em Micro-Phonies e bem ruim em Monkey Businessmen. Em Three Little Pirates ele esteve incrível. Foi a última chama do velho Curly. | ” |

É comum a afirmação de que os curtas dos Três Patetas lançados em 1946 são os piores desde que inciaram a série da Columbia Pictures, muito em função da atuação problemática de Curly. Em retrospectiva, Three Little Pirates é visto como o melhor curta daquele ano.

## Citações
- Governador: "Escolham a maneira que querem morrer!"
- Larry: "Oh, essa é fácil: velhice! Ha, ha, ha, h..." *SLAP!*
- Governador: "Vocês escolhem — as cabeças cortadas ou queimarem na fogueira"
- Curly:"Nos preferimos queimar na fogueira".
- Governador: "Muito bem. Nós os queimaremos na segunda-feira ao amanhecer."
- Moe (irritado): "Por que escolheu queimar na fogueira?!"
- Curly: "É melhor um bife quente do que uma costeleta fria!" (*)

(*) Diálogo usado antes em Restless Knights (1935).